# ريتشارد تايلور (كاتب أمريكي)
ريتشارد تايلور (بالإنجليزية: Richard Taylor)‏ هو نحال وفيلسوف وكاتب أمريكي، ولد في 5 نوفمبر 1919، وتوفي في 30 أكتوبر 2003.